# العلاقات الكولومبية المنغولية
العلاقات الكولومبية المنغولية هي العلاقات الثنائية التي تجمع بين كولومبيا ومنغوليا.

## مقارنة بين البلدين
هذه مقارنة عامة ومرجعية للدولتين:
| وجه المقارنة                                              | كولومبيا        | منغوليا         |
| --------------------------------------------------------- | --------------- | --------------- |
| المساحة (كم2)                                             | 1.14 مليون      | 1.57 مليون      |
| عدد السكان (نسمة)                                         | 49.07 مليون     | 3.08 مليون      |
| الكثافة السكانية (ن./كم²)                                 | 43.04           | 1.96            |
| العاصمة                                                   | بوغوتا          | أولان باتور     |
| اللغة الرسمية                                             | اللغة الإسبانية | اللغة المنغولية |
| العملة                                                    | بيزو كولومبي    | توغروغ منغولي   |
| الناتج المحلي الإجمالي (بليون دولار)                      | 309.19 مليار    | 11.49 مليار     |
| الناتج المحلي الإجمالي (تعادل القوة الشرائية) بليون دولار | 724.96 مليار    | 36.16 مليار     |
| الناتج المحلي الإجمالي الاسمي للفرد دولار أمريكي          | 7.60 ألف        | 3.97 ألف        |
| الناتج المحلي الإجمالي للفرد دولار أمريكي                 | 13.36 ألف       | 11.95 ألف       |
| مؤشر التنمية البشرية                                      | 0.720           | 0.727           |
| رمز المكالمات الدولي                                      | +57             | +976            |
| رمز الإنترنت                                              | .co             | .mn             |
| المنطقة الزمنية                                           | 00              | ت ع م+08:00     |

## منظمات دولية مشتركة
يشترك البلدان في عضوية مجموعة من المنظمات الدولية، منها:
| علم المنظمة | اسم المنظمة                               | تاريخ انضمام كولومبيا | تاريخ انضمام منغوليا |
| ----------- | ----------------------------------------- | --------------------- | -------------------- |
|             | البنك الدولي للإنشاء والتعمير             | 24 ديسمبر 1946        | 14 فبراير 1991       |
|             | منظمة التجارة العالمية                    | ?                     | ?                    |
|             | المركز الدولي لتسوية المنازعات الاستشارية | 14 أغسطس 1997         | 14 يوليو 1991        |
|             | منظمة حظر الأسلحة الكيميائية              | ?                     | ?                    |
|             | الفريق المعني برصد الأرض                  | ?                     | ?                    |
|             | الأمم المتحدة                             | 5 نوفمبر 1945         | 27 أكتوبر 1961       |
|             | منظمة الشرطة الجنائية الدولية             | ?                     | ?                    |
|             | وكالة ضمان الاستثمار متعدد الأطراف        | 30 نوفمبر 1995        | 21 يناير 1999        |
|             | يونسكو                                    | 31 أكتوبر 1947        | 1 نوفمبر 1962        |
|             | مؤسسة التنمية الدولية                     | 16 يونيو 1961         | 14 فبراير 1991       |
|             | مؤسسة التمويل الدولية                     | 20 يوليو 1956         | 14 فبراير 1991       |
|             | الاتحاد البريدي العالمي                   | ?                     | ?                    |
|             | الاتحاد الدولي للاتصالات                  | 25 أغسطس 1914         | 27 أغسطس 1964        |

## وصلات خارجية
- موقع وزارة الخارجية المنغولية